# 新潟県道451号石打停車場塩沢線
新潟県道451号石打停車場塩沢線（にいがたけんどう451ごう いしうちていしゃじょうしおざわせん）は、新潟県南魚沼市内を通る一般県道である。

## 概要

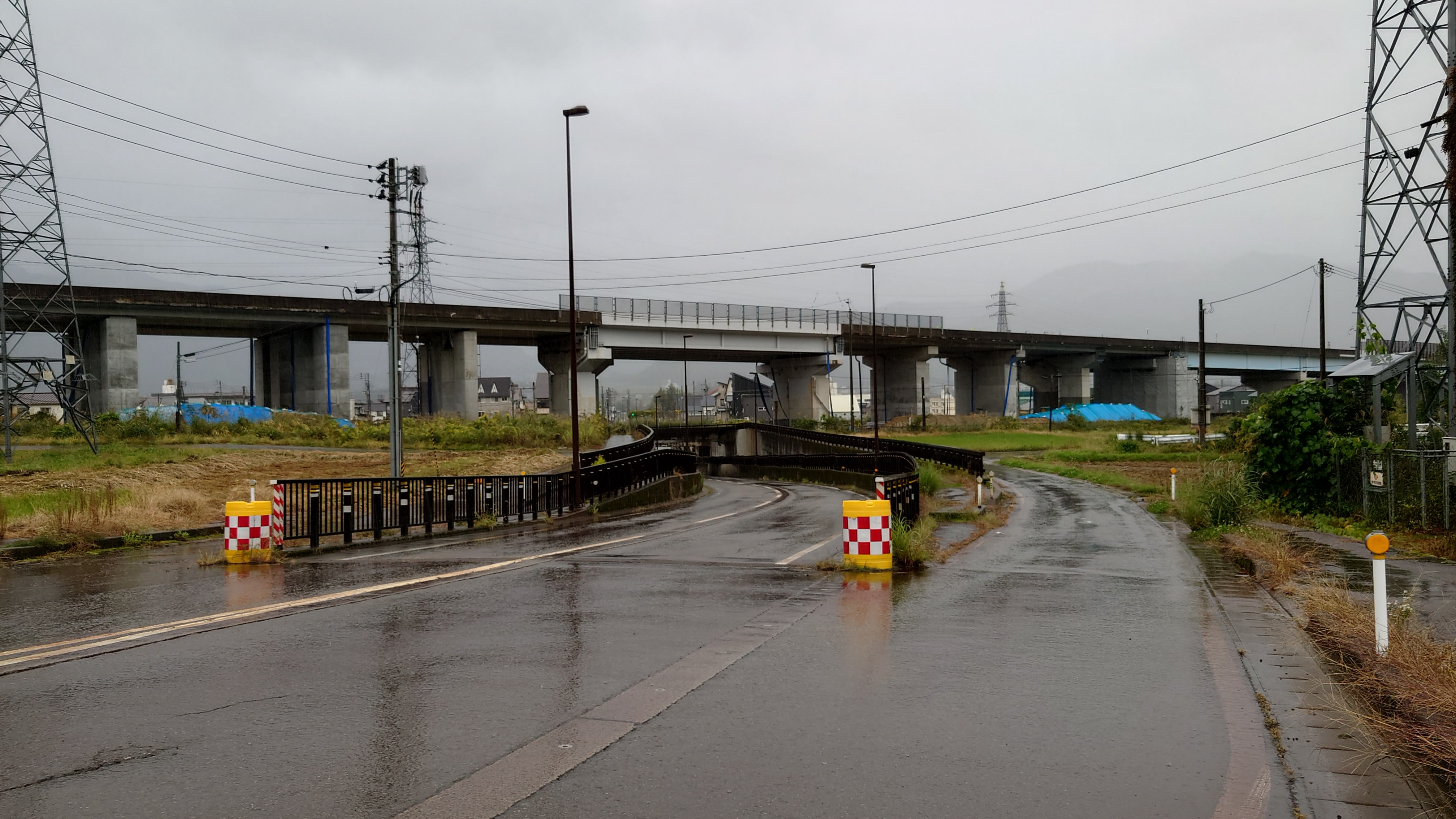
塩沢アンダー。
右側側道が451号に指定されている

### 路線データ
- 起点：石打停車場（新潟県南魚沼市関字西裏）
- 終点：新潟県南魚沼市塩沢字天神（国道17号・新潟県道82号十日町塩沢線・新潟県道124号余川塩沢停車場線交点）

## 地理

### 通過する自治体
- 新潟県
南魚沼市

### 交差する道路
- 新潟県道267号石打停車場線（起点：南魚沼市関字西裏、「石打駅」前）
- 新潟県道76号十日町当間塩沢線（大沢交差点 - 南魚沼市大沢で重複）
- 新潟県道82号十日町塩沢線・新潟県道124号余川塩沢停車場線（南魚沼市塩沢（「県立塩沢商工高校」東方） - 塩沢小学校入口交差点（終点）で重複）
- 新潟県道365号仲田塩沢線（南魚沼市塩沢、「南魚沼市立塩沢小学校」南東）（「県道82号」・「県道124号」重複区間）
- 国道17号（三国街道）（終点：塩沢小学校入口交差点）

### 沿線
- JR上越線
  - 石打駅 - 大沢駅 - 上越国際スキー場前駅 - 塩沢駅
- 関越自動車道
  - 塩沢石打SA - 塩沢石打IC
- 南魚沼市役所 塩沢庁舎（旧・塩沢町役場）
- 新潟県立塩沢商工高等学校
- 南魚沼市立塩沢中学校
- 南魚沼市立上関小学校
- 南魚沼市立石打小学校
- 南魚沼市立栃窪小学校
- 南魚沼市立塩沢小学校
- 第四北越銀行 塩沢支店
- ゆきぐに信用組合
  - 本店
  - 石打支店
- JAみなみ魚沼
  - しおざわ基幹センター・塩沢支店
  - 石打支店
- 石打郵便局
- 塩沢郵便局
- Aコープ しおざわ店
- ひらせいホームセンター 塩沢店
- ホームマートおおつか 塩沢店（ホームセンター）
- 魚野川
- 石打丸山スキー場
- 石打花岡スキー場
- Mt.グランビュースキー場
- 上越国際スキー場
  - ホテルグリーンプラザ上越
  - 上越国際プレイランド（遊園地・テーマパーク）
  - 株式会社上越観光開発 本社所在地